# Erica xeranthemifolia
Erica xeranthemifolia är en ljungväxtart som beskrevs av Richard Anthony Salisbury. Erica xeranthemifolia ingår i släktet klockljungssläktet, och familjen ljungväxter. Inga underarter finns listade i Catalogue of Life.